# Dolichoderus taschenbergi
Dolichoderus taschenbergi är en myrart som först beskrevs av Mayr 1866.  Dolichoderus taschenbergi ingår i släktet Dolichoderus och familjen myror. Inga underarter finns listade i Catalogue of Life.

## Bildgalleri

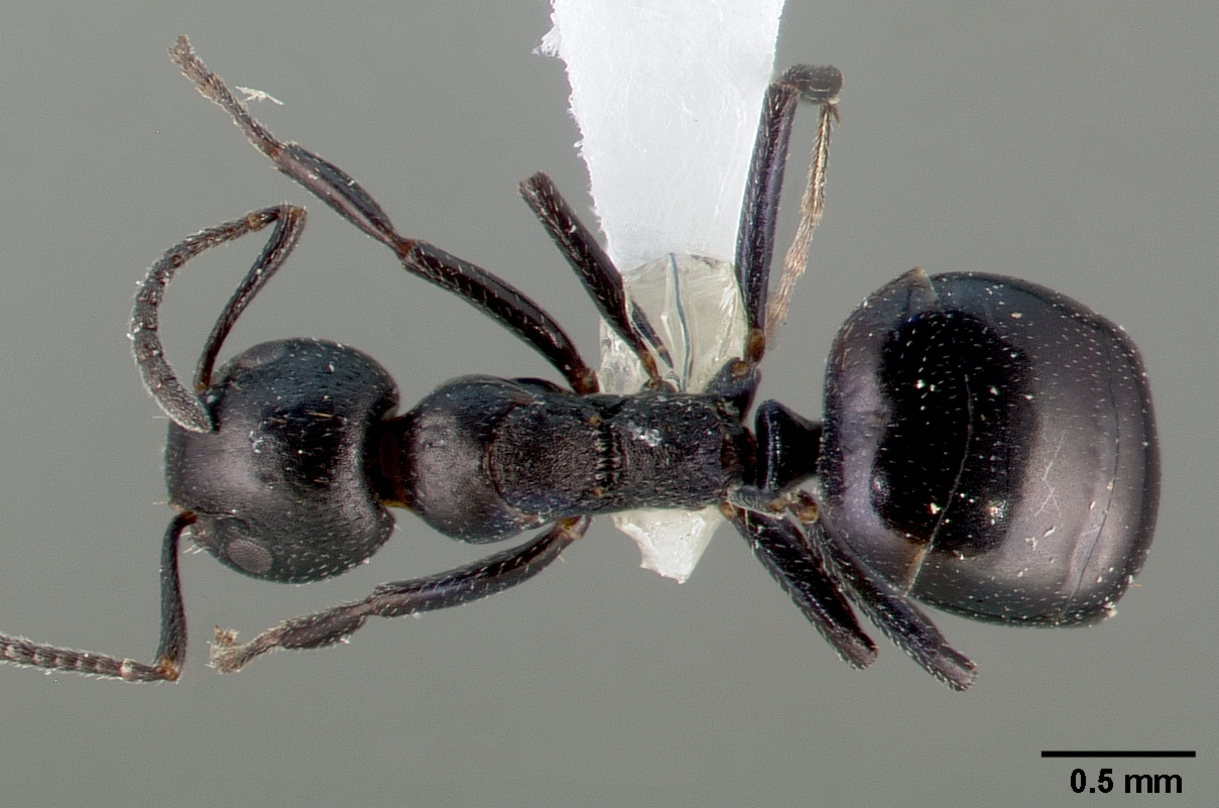
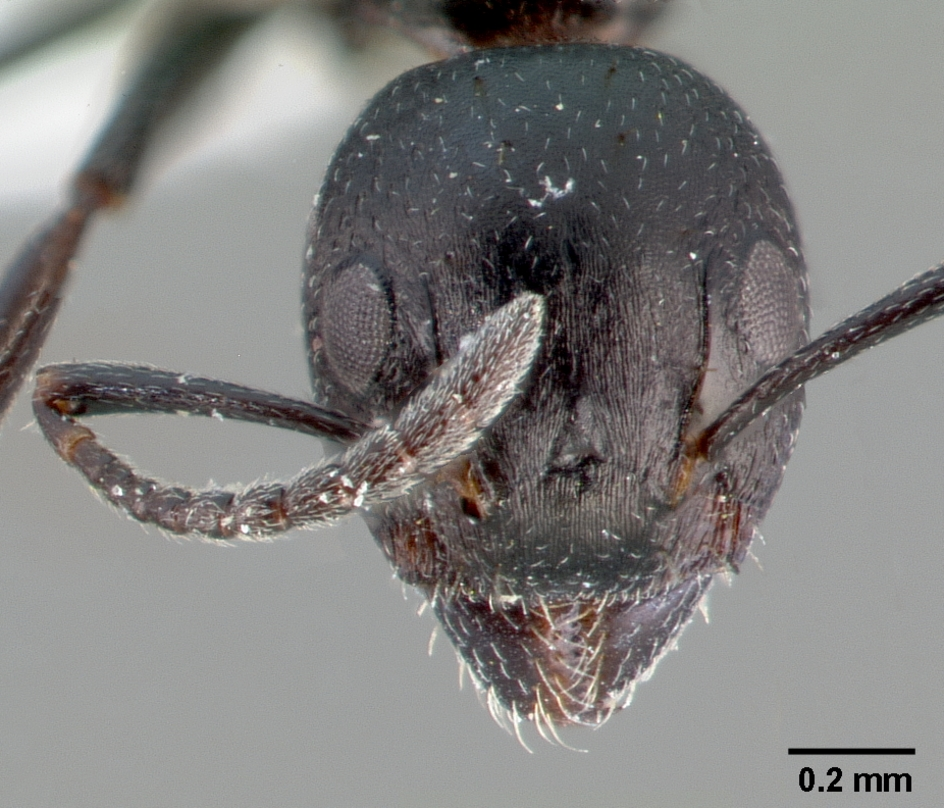
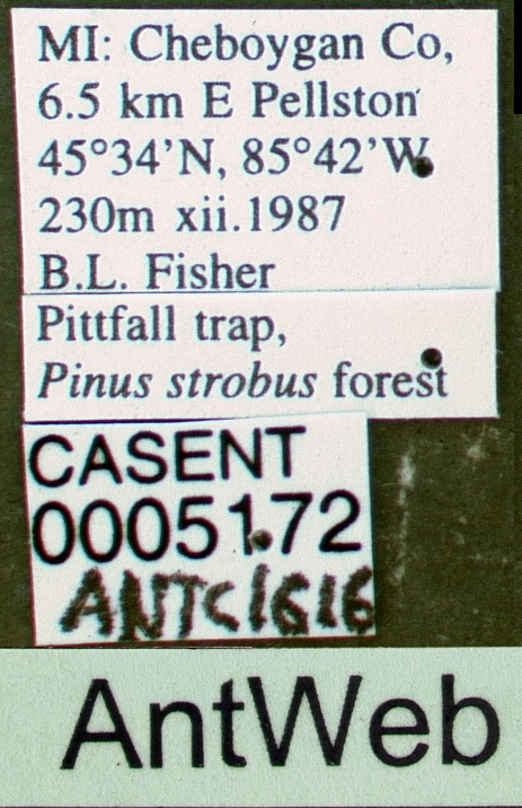
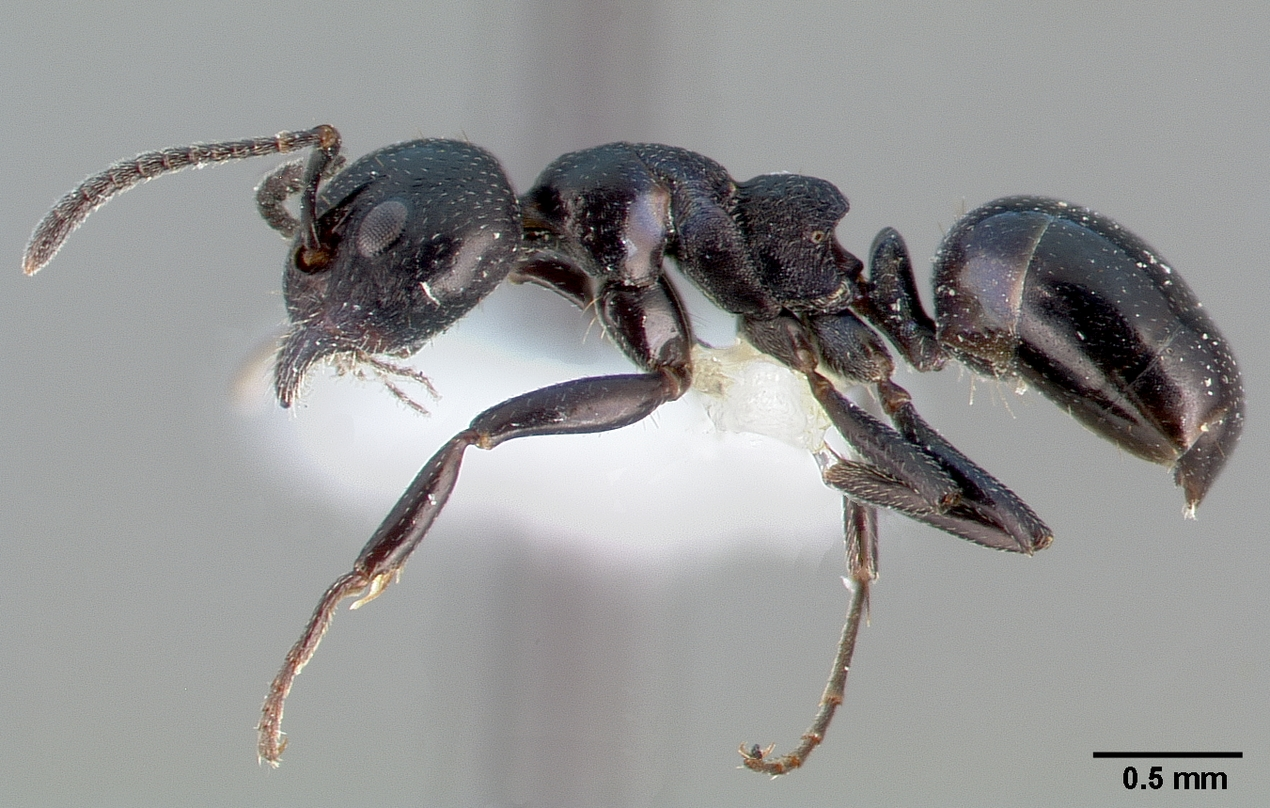